# 龚承荐
龔承薦（？—？），字彥升，號湛源，浙江衢州府龍游縣人，明朝政治人物。

## 生平
萬曆四十一年（1613年）癸丑科二甲第七名進士。授兵部職方司主事，升武選司郎中，出為建寧府知府，調延平府知府，升湖廣布政使司參政、分巡下荊南，升湖廣按察使，因隱瞞岷王朱禋洪被殺害一事革職。

## 家族
父龔世仰，字惟仁，號曉峰，嘉靖三十七年舉人，授雞澤縣教諭，升望江縣知縣，謫廣平縣教諭，升輝縣知縣，罷職歸里，行李蕭然，卒年七十三歲。